# Frammenti di luce
Frammenti di luce (Ljósbrot) è un film del 2024 scritto e diretto da Rúnar Rúnarsson.
La pellicola è stata selezionata come film d'apertura della sezione Un Certain Regard al Festival di Cannes 2024.

## Trama
Una è una giovane studentessa d'arte che deve affrontare in segreto il dolore per l'improvvisa morte di Diddi, un amico di lunga data con cui aveva appena intrapreso una relazione clandestina all'insaputa di Klara, la fidanzata del giovane.

## Promozione
Il primo trailer è stato diffuso il 14 maggio 2024.

## Distribuzione
Il film ha avuto la sua prima il 15 maggio 2024 alla 77ª edizione del Festival di Cannes ed è stato distribuito nelle sale italiane il 14 agosto 2025.

## Accoglienza
L'aggregatore di recensioni Rotten Tomatoes riporta una percentuale di gradimento del 100%, con un punteggio medio di 7,3 su 10 basato sul parere di otto critici.

## Riconoscimenti
- 2024 - Festival di Cannes[6]
  - In concorso per il Premio Un Certain Regard